# Alexander Falconbridge
Pour l’article homonyme, voir Falconbridge.
Alexander Falconbridge (mort en 1792) était un chirurgien britannique qui participa à quatre traversées sur des navires négriers entre 1780 et 1787 avant de rencontrer le militant anti esclavagisme Thomas Clarkson et de devenir membre de l'Anti-Slavery Society (ASS). Après sa rencontre avec Clarkson, il publia en 1788 An Account of the Slave Trade on the Coast of Africa, un livre qui influença le mouvement abolitionniste. Il y raconte le commerce qui avait lieu entre le moment où les navires achetaient des captifs sur les côtes africaines, en rapportant le traitement des prisonniers durant la traversée de l'Océan Atlantique, jusqu'au moment où ils étaient vendus en servitude héréditaire aux Antilles. 
En 1790, il témoigna devant un comité de la chambre des communes. En 1791, il fut choisi par l'Anti-Slavery Society pour aller en Sierra Leone avec sa femme Anna Maria afin de réorganiser la colonie d'esclaves libres de Granville Town. Sa femme ne partageait cependant pas ses idées idéalistes sur la colonie. 
La colonie fut un échec. Falconbridge fut destitué et mourut alcoolique peu après.